# Te Aroha
Te Aroha est une ville rurale de la région de Waikato, en Nouvelle-Zélande, avec une population de 3 906 habitants en 2013. Elle se situe à 56 km au nord-est de Hamilton et 50 km au sud de Thames. Elle se situe au pied du mont Te Aroha, haut de 952 m, le plus haut sommet de la chaîne Kaimai.

## Histoire
Fondée à la fin des années 1870, la ville se développe dans les années 1880, lorsque de l'or est trouvé à proximité. Malgré la brièveté de la popularité de la ville, les sources chaudes jaillissant dans le nord de la ville garantissent la prospérité du lieu, qui est toujours attractif aujourd'hui.